# Fiódor Duz-Khotimirski
Fiódor Ivànovitx Duz-Khotimirski (en rus: Фёдор Иванович Дуз-Хотимирский) (Txerníhiv, Ucraïna, 26 de setembre de 1879 - Moscou, Rússia, 6 de novembre de 1965) va ser un jugador d'escacs ucraïnès, que va jugar sota bandera soviètica, i que tingué el títol de Mestre Internacional des de 1950.

## Biografia
Duz-Khotimirski provenia d'una família pobra. En la seva adolescència, es va mudar des de la seva ciutat natal cap a Kíev, on va realitzar diverses feines 
i amb 19 anys va començar a jugar als escacs als cafès de Kíev. Uns mesos més tard, ja era considerat un dels millors jugadors de la ciutat.

## Resultats destacats en competició
Va ser quatre vegades vencedor del Campionat d'Escacs de Kíev (1900, 1902, 1903 i 1906). Va participar en cinc Campionats Nacionals de Rússia: El 1901 va quedar 15è a Moscou (segon Campionat Nacional, triomf de Mikhaïl Txigorin). El 1903, va acabar 15è a Kíev (tercer Campionat Nacional, victòria de Txigorin). El 1906, va aconseguir ser 8è-10è a Sant Petersburg (quart Campionat, triomf de Georg Salwe). El 1907/08, va empatar als llocs 8è - 9è a Łódź (5è Campionat, victòria d'Akiba Rubinstein). El 1909, va quedar 4t a Vílnius (6è Campionat Nacional, triomf de Rubinstein).
En altres torneigs, fou setè a Sant Petersburg 1901 (triomf de Serguéi Lébedev). El 1907, va empatar als llocs 11è-12è al torneig de Carlsbad (victòria de Rubinstein). El 1907 va guanyar, per davant de Benjamin Blumenfeld i Georg Marco, a Moscou. El 1907, va quedar 3r a Moscou (victòria de Txigorin). El 1908, va ser 4t a Moscou, (victòria de Vladimir Nenarokov). El mateix any, va quedar 11è a Praga (victòria per Oldřich Duras i Carl Schlechter). A més, va empatar un matx amb Frank Marshall (+2 -2 = 2) a Varsòvia.
El 1909, va acabar 13è a Sant Petersburg (Memorial Txigorin), derrotant els vencedors del certamen Emanuel Lasker (vigent Campió del Món) i Rubinstein. El 1910, fou 4t a Sant Petersburg (victòria conjunta de Sergey von Freymann, Lebedev i Grigori Löwenfisch). El 1910, va quedar 7è-8è al Torneig d'Hamburg (17è Congrés de la DSB, triomf de Schlechter). El 1911, va ser 22è al Torneig de Carlsbad (triomf de Richard Teichmann). El mateix any, fou vencedor amb Ievgueni Znosko-Borovski a Sant Petersburg.
El 1913, va perdre les dues partides d'una exhibició amb José Raúl Capablanca a Sant Petersburg.
El 1921, va empatar als llocs 7è-8è a Moscou (victòria de Nikolai Grigóriev). El mateix any, va quedar 3r-4t a Petrograd (2n Campionat Nacional de Rússia, victòria de Piotr Romanovski). El 1924, va quedar 10è-11è a Moscou (3r Campionat Nacional de Rússia, triomf de Iefim Bogoliúbov). El 1925, fou 5è a Leningrad (victòria de Bogoljubov).
El 1925, va quedar 20è al Torneig Internacional de Moscou (victòria de Bogoljubov). El mateix any, va quedar 5è-7è a Moscou (triomf d'Aleksandr Serguéiev). El 1927, fou 3r-4t a Moscou (5è Campionat Nacional de Rússia, amb victòria conjunta de Fedir Bohatyrchuk i Romanovsky). El 1927, va quedar 2n, per darrere de Nikolay Sorokin, a Tbilisi. El 1930, empatà als llocs 3r-5è a Moscou (triomf d'Abram Rabinóvitx).
El 1931, va guanyar el 2n Campionat Nacional d'Escacs de l'Uzbekistan. El 1933, fou 19è a Leningrad (8è Campionat Nacional de Rússia, amb victòria de Mikhaïl Botvínnik). El 1938, va empatar als llocs 13è-17è a Kíev (Campionat Nacional de Rússia, amb triomf de Vasili Panov). El juny de 1941, va jugar en les semifinals del campionat soviètic a Rostov del Don (Rostov-na-Donu), que van ser interrompudes per la invasió nazi a la Unió Soviètica. El novembre de 1942, va quedar 15è a Moscou (Campionat Nacional de Rússia, victòria de Vassili Smislov). El 1944, va quedar 15è-16è a Moscou (Campionat Nacional de Rússia, amb triomf d'Alexander Kotov). El 1945, va quedar 14è a Bakú (Campionat Nacional de Rússia). El 1946, fou 16è-17è a Tiflis (Campionat Nacional de Rússia). El 1947, va quedar 2n-4t a Erevan (7è Campionat Nacional d'Armènia, amb victòria d'Igor Bondarevsky). El 1949, fou 14è-15è a Vílnius (Campionat Nacional de Rússia).
Va ser reconegut el 1950 com a Mestre Internacional.

## Aportació a la teoria dels escacs
El Gran Mestre Eduard Gufeld va recollir en la seva monografia sobre la Variant del Drac un comentari de Khotimirski, en el qual l'identifica com el creador de la denominació d'aquesta variant de la defensa siciliana:
"Vaig utilitzar per primera vegada aquesta denominació el 1901 a Kíev. Em vaig interessar per l'astronomia i l'observació del cel nocturn, i vaig observar la similitud de la cadena de peons d6-e7-f7-g6-h7 amb la forma de la Constel·lació del Dragó".

## Obres
- Isbrannyje partii (=partides selectes), Moscou 1955 (en col·laboració amb Vasili Panov).

## Partides seleccionades
- Dus Chotimirskij - Emanuel Lasker, Sant Petersburg 1909, gambito de Dama D37, 1-0
- Akiba Rubinstein - Dus Chotimirskij, Sant Petersburg 1909, defensa Tarrasch D32, 0-1
- Dus Chotimirskij - Frank Marshall, Hamburg 1910, contragambito Albin D08, 1-0
- Dus Chotimirskij -NN, Hamburg 1910, gambito de Rei var. Cunningham C35, 1-0 16m
- Dus Chotimirskij - Georg Rotlewi, Carlsbad 1911, Francesa C10, 1-0
- Dus Chotimirskij - Alexander Alekhine, Sant Petersburg 1912, Espanyola C77, 1-0
- Rudolf Spielmann - Dus Chotimirskij, Moscou 1925, Espanyola var. Tarrasch C77, 0-1 32m
- Dus Chotimirskij - Alexander Kotov, Semifinal del Campionat Nacional de Rússia, Ortodoxa D63, 1-0 23m